# Милош Яковлевич
Милош Авросиев Яковлевич (на македонска литературна норма: Милош Авросиев Јаковлевиќ) е югославски и македонски лекар, педиатър.

## Биография
Роден е на 19 юни 1892 година в Галичник, тогава в Османската империя, днес в Северна Македония. В Първата световна война участва като доброволец на Солунския фронт. Учи медицина в Бордо, Франция, където и взима докторска степен през 1920 година. След това специалицира във Виена и Лондон и създава първия детски диспансер на територията на Македония.
Чиновник е в Кралство Югославия, формално сърбоманин. Член-съдружник е на списанието „Луч“. Според Коста Църнушанов в „Луч“ „Яковлевич пишел хубави статии по икономическите въпроси. Той бил близък на останалите патриоти българи, не ги клеветял, при все че знаел какви са по народностни чувства, дори ги защитавал пред органите на властта. Давал да се разбере, че за него населението на Македония е българско. Затова през 1941 година, когато идват българските власти, не е избягал в Сърбия, дори е постъпил на българска държавна служба. В статиите си понякога се подписвал с македонското си презиме Търпеновски“.
След войната при установяването на комунистическата власт става член на Президиума на Народното събрание на Социалистическа република Македония. В периода 1948 – 1950 година е председател на Педиатричната секция на Македонското лекарско дружество.